# CREB-bindingseiwit

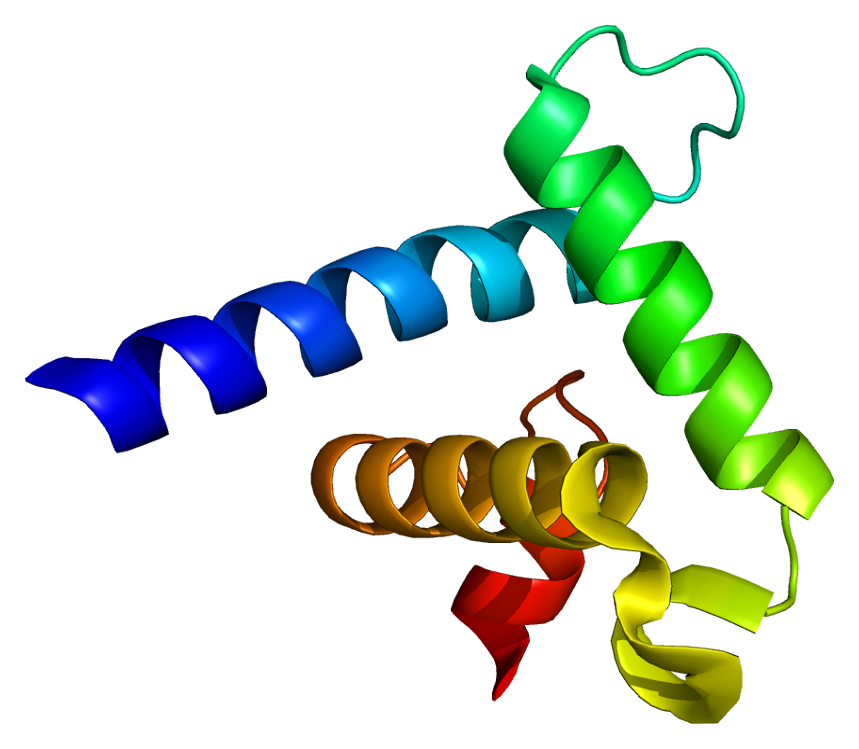
Het CREB-bindingseiwit

Het CREB-bindingseiwit (CREB-Binding-Protein, afgekort CBP), is een co-activator bij de transcriptie.
Bij de mens wordt het CREB-bindingseiwit gecodeerd door het CREBBP-gen (ook wel CBP-gen genoemd).
Het CREB-bindingseiwit heeft de volgende domeinen:
- het nucleusreceptor interactie domein (RID),
- het CREB en MYB interactie domein (KIX),
- de cysteïne/histidine regio's (TAZ1/CH1 en TAZ2/CH3) en
- het interferon reactiebindend domein (IBiD).

De CREB-bindingseiwit domeinen, KIX, TAZ1 en TAZ2 binden elk stevig aan de beide transactivatie domeinen 9aaTADs van de transcriptiefactor p53.

## Functie
Het CREBBP-gen is betrokken bij de transcriptionele coactivatie van veel verschillende transcriptiefactoren. Het werd voor het eerst geïsoleerd als een nucleuseiwit dat zich bindt aan het cAMP-reactie-elementbindend eiwit (CREB). Het gen speelt een kritische rol bij de embryonale ontwikkeling, controle van de groei en homeostase door te koppelen aan chromatine en het zo geschikt te maken voor de herkenning van de transcriptiefactor. Het door het gen gecodeerde eiwit heeft een eigen histon-acetyltransferase activiteit en werkt ook ondersteunend voor het stabiliseren van bijkomende eiwitinteracties met het transcriptieomplex. Het eiwit acetyleert zowel histonen als non-histon eiwitten. Het eiwit heeft zeer sterk vergelijkbare regio's met het eiwit EP300 en hun bromodomein, cysteïne-histidine-rijke regio's en het histonacetyltransferasedomein.

## Klinisch belang
Mutaties in het CREBBP-gen is de oorzaak van het syndroom van Rubinstein-Taybi (RTS). De chromosomale translocatie, waarbij het CREBBP-gen betrokken is, wordt in verband gebracht met acute myeloïde leukemie.

## Interacties
Het CREB-bindingseiwit vertoont interactie met de volgende eiwitten:
| - Activating transcription factor 2 - Androgen receptor - Autoimmune regulator - BRCA1 - BRCA2 - C-jun - C-src tyrosine kinase - Casein kinase 2, alpha 1 - Ccaat-enhancer-binding proteins - CDX2 - CREB1 - CSNK2A2 - CUTL1 - Cyclin-dependent kinase 8 | - EBF1 - Estrogen receptor alpha - EVI1 - FOXO1 - GLI3 - Glucocorticoid receptor - Hepatocyte nuclear factor 4 alpha - HIF1A - HIPK2 - HNF1A - HOXB7 - ING1 - KHDRBS1 - KLF13 | - KLF4 - Ku70 - MAF - MLL - Mothers against decapentaplegic homolog 1 - MSX1 - MYB - MYBL2 - MyoD - NCOA6 - NEUROG1 - NFATC4 - NFE2 - NFE2L2 | - Nuclear receptor coactivator 1 - Nuclear receptor coactivator 3 - NUP98 - P53 - PCAF - POLR2A - PPARGC1A - Promyelocytic leukemia protein - PTMA - RBBP4 - RELA - RPS6KA3 - SERTAD1 - Serum response factor | - SMARCB1 - SMARCA4 - SREBF1 - SREBF2 - SS18L1 - STAT1 - STAT2 - STAT6 - TCF3 - TGS1 - Thymine-DNA glycosylase - Transcription Factor II B - TRERF1 - Zif268. |